# ちはる (キックボクサー)
ちはる（1978年11月20日 - ）は、日本の女子ムエタイ選手、プロキックボクサー。三冠を保持する日本キックボクシング界の女王でありそのうち一冠は世界王座（WPMF（世界プロムエタイ連盟）世界女子ピン級王座）である。神奈川県出身。WSRフェアテックスジム所属。

## 保持王座
- WPMF世界女子ピン級王者
- M-1女子ミニフライ級王者
- ニュージャパンキックボクシング連盟（NJKF）BONITA BOXEOアトム級王者

## 概要
トップ格闘家にあるまじきアニメ声がそのまんま地声である。現実にも中学生のころからコミケでのコスプレの常連であった。ちなみに当時は東京ビッグサイトはまだ存在しておらず、コミケは晴海・「ガメラ館」での開催であった。キックボクサーになった現在でも試合入場や記者会見時にストリートファイター・春麗のコスプレをすることが時々ある（2010年1月23日 REBELS、同年11月19日戦極 Soul of Fight事前記者会見など。当欄「外部リンク」のGBR誌インタビューもこれ）。
美形が特徴である。が、他の美人ボクサーとの対戦では余計に対抗意識むき出しでつぶしにかかる（M-1王座獲得時の岡田敦子戦、WPMF王座獲得時のLittle Tiger戦）。お姉さんになった現在ではセクシーさも売りにし、エロくてかわいくて強い「エロツヨ」をキャッチフレーズにしている。試合前の計量でもいろいろなサプライズを見せる（極めつけは、WPMF世界ピン級トーナメント準決勝における女子では異例の「全裸計量」）。しかしゴングが鳴るや否や、超強気に変わり、パンチ主体の厳しい攻めを見せる。

## 来歴
ダイエットを目的としてジムに入門。当初はプロ志向どころか試合をすることも想定していなかった。
2007年5月20日に「J-NETWORK『J-GIRLS 女祭り』」にてプロデビュー。ミドルキックや膝蹴りを武器に、勝ち星を重ね、2010年3月21日の「M-1ムエタイチャレンジ『NAI KANOMTOM vol.1』」にてチャンピオン岡田敦子を判定で破りM-1女子ミニフライ級(47.627kg)王座を獲得した。
2010年12月30日、戦極 Soul of Fightで神村エリカと戦極ムエタイルール（女子ながら肘攻撃あり）で対戦し、神村の左肘打ちで額をカットされ、顔面破壊され、TKO負けを喫した。女子打撃試合では他に例を見ない凄惨な幕切れであった。
所属のWSRフェアテックスジムはM-1の実質的主催ジムであり、同イベントを主戦場としている。しかし女子キックボクシングは選手層が薄いこともあり団体を問わずオファーがあり、各団体満遍なく出場し続けている。その中にはWSRフェアテックスジムがかつて属していたニュージャパンキックボクシング連盟（NJKF）も含まれている。復帰第一戦として同団体の女子部門（bonita boxeoと称する）王座挑戦が計画されていた（3月27日・後楽園ホール）が、東日本大震災により発生した同ホール安全点検のため、同ホールが長期にわたり休業したため、5月21日に順延した。
代わって2011年4月10日のM-1ムエタイチャレンジが復帰第一戦となった。「格闘技で何か日本を元気にさせることはできないか。ファイトマネーを全額大震災被災地に寄付して下さい」とチャリティーマッチを自ら考案。ファイトマネー全額を被災地に寄付。
順延した5月21日のBONITA・BOXEO アトム級(46.266kg)タイトル戦にその本格的ムエタイテクニックで勝利し、王座獲得。M-1,NJKFの二階級二冠王となった。
WPMF世界女子ピン級王座決定トーナメント（準決勝=M-1,2011年6月12日、ディファ有明、決勝=藤原祭り、2011年8月28日、新宿FACE）を制し、世界王座を獲得、三冠王となった。また男子の試合を含む興行でメイン・イベントを務めるという快挙も成し遂げている。

## 戦績
| キックボクシング 戦績 | キックボクシング 戦績 | キックボクシング 戦績 | キックボクシング 戦績 | キックボクシング 戦績 | キックボクシング 戦績 | キックボクシング 戦績 |
| --------------------- | --------------------- | --------------------- | --------------------- | --------------------- | --------------------- | --------------------- |
| 17 試合               | (T)KO                 | 判定                  | その他                | 引き分け              | 無効試合              |                       |
| 11 勝                 | 0                     | 11                    | 0                     | 0                     | 1                     |                       |
| 5 敗                  | 1                     | 4                     | 0                     | 0                     | 1                     |                       |

| 勝敗 | 対戦相手                         | 試合結果                | 大会名 | 開催年月日     |
| ○    | Little Tiger                     | 2分5R終了 判定3-0       | 藤原祭り第1部 【WPMF世界ピン級王座決定トーナメント決勝】                                                                                | 2011年8月28日  |
| ○    | ノーンアーイ・ポーワンパヤナック | 2分5R終了 判定3-0       | M-1 FAIRTEX ムエタイチャレンジ『がんばろうニッポン！RAORAK MUAY vol.2』 【WPMF世界ピン級王座決定トーナメント準決勝】                    | 2011年6月12日  |
| ○    | Mai                              | 2分3R終了 判定3-0       | ニュージャパンキックボクシング連盟「NEW JAPAN BLOOD 3」                                                                                 | 2011年5月21日  |
| ○    | 山田純琴                         | 2分3R終了 判定3-0       | M-1 FAIRTEX ムエタイチャレンジ RAORAK MUAY vol.1                                                                                        | 2011年4月10日  |
| ×    | 神村エリカ                       | 2R 0:38 TKO（額カット） | 戦極 Soul of Fight | 2010年12月30日 |
| ×    | ☆MIKA☆                           | 2分3R+延長R終了 判定0-2 | MA日本キックボクシング連盟「BREAK-6」                                                                                                   | 2010年10月10日 |
| ○    | 山田純琴                         | 3分3R終了 判定3-0       | ニュージャパンキックボクシング連盟「熱風 零七 〜桜井洋平FINAL」                                                                         | 2010年8月1日   |
| ○    | 岡田敦子                         | 2分5R終了 判定3-0       | M-1 FAIRTEX SINGHA BEER ムエタイチャレンジ『NAI KANOMTOM vol.1』 【M-1女子ミニフライ級タイトルマッチ】                                  | 2010年3月21日  |
| ×    | 田嶋はる                         | 2分3R終了 判定0-2       | REBELS | 2010年1月23日  |
| ○    | 708なおみ                        | 2分3R終了 判定3-0       | M-1 FAIRTEX SINGHA BEER ムエタイチャレンジ2009 Yod Nak Suu vol.4                                                                        | 2009年11月8日  |
| ○    | ミスティー・スザーランド         | 2分4R終了 判定          | CAKMAムエタイプロモーション「H2H PUNISHMENT Muay Thai」                                                                                 | 2009年10月16日 |
| ○    | 美・YUKI                         | 2分3R終了 判定3-0       | M-1フレッシュマンズ Vol.2 | 2009年6月21日  |
| ×    | 岡田敦子                         | 2分3R+延長R終了 判定1-2 | M-1 FAIRTEX SINGHA BEER ムエタイチャレンジ 「Legend of Elbows 2008 〜JAI SUU〜」 【M-1女子初代ミニフライ級王座決定トーナメント 準決勝】 | 2008年11月9日  |
| －   | 林田昌子                         | 林田のドクターストップ  | 全日本キックボクシング連盟「Fighting Base-2」 【全日本 vs M-1 JAPAN 先鋒戦】                                                            | 2008年10月3日  |
| ○    | 田中佑季                         | 2分3R終了 判定3-0       | M-1 FAIRTEX SINGHA BEER ムエタイチャレンジ 「Legend of Elbows 2008 〜YOD MUAY〜」                                                       | 2008年8月10日  |
| ○    | 吉田正子                         | 2分3R終了 判定3-0       | M-1 FAIRTEX フレッシュマンズ in 大森 STAGE IV                                                                                           | 2008年4月6日   |
| ○    | Little Tiger June                | 2分3R終了 判定3-0       | 全日本キックボクシング連盟・藤原祭り2007                                                                                                | 2007年12月7日  |
| ×    | 田嶋はる                         | 2分3R終了 判定0-3       | J-NETWORK「J-GIRLS 女祭り Final round」                                                                                                 | 2007年5月20日  |